# Screaming Trees
A Screaming Trees népszerű amerikai rockegyüttes volt. A grunge, alternatív rock és neo-psychedelia műfajokban tevékenykedtek. Tagjai: Mark Lanegan, Gary Lee Conner, Van Conner, Mark Pickerel és Barrett Martin.
1985-ben alakultak meg a Washington állambeli Ellensburgben. Az együttes a '90-es évek grunge-hullámának egyik meghatározó alakjaként funkcionált, a Nirvanaval, a Mudhoney-val, a Melvins-sel és a Soundgardennel együtt. Pályafutásuk alatt hét nagylemezt jelentettek meg. 2000-ben feloszlottak. A feloszlásban nagy szerepet játszott az utolsó stúdióalbum, ugyanis a tagok nem tudták, hogyan folytassák az albumot, és emiatt oszlottak fel. Ugyanez a lemez bekerült az 1001 lemez, amit hallanod kell, mielőtt meghalsz című könyvbe.

## Diszkográfia
- Clairvoyance (1986)
- Even If and Especially When (1987)
- Invisible Lantern (1988)
- Buzz Factory (1989)
- Uncle Anesthesia (1991)
- Sweet Oblivion (1992)
- Dust (1996)
- Last Words: The Final Recordings (1998/1999-ben rögzítették, 2011-ben jelent meg)